# Phare Bahía Félix
Le phare Bahía Félix  (en espagnol : faro Bahía Félix) ou phare San Félix, est un phare du Chili situé sur l'île Tamar, dans la partie occidentale du détroit de Magellan. Il est rattaché administrativement à la région de Magallanes et de l'Antarctique chilien. 
Il est géré par le Service hydrographique et océanographique de la marine chilienne dépendant de la Marine chilienne. 
Le phare est classé Monument national du Chili depuis juillet 2009.

## Histoire
Le phare, mis en service le 1er juin 1907 sur Bahía Félix (ceb) (île Tamar), est destiné à la navigation du Pacifique et du détroit de Magellan. Contrairement aux autres principaux phares construits par George Slight dans le détroit de Magellan, celui-ci se compose d’une tour métallique et la maison du gardien se trouve à part. Son système optique provient de la firme anglaise Chance Brothers (en)

## Description
Le phare  est une tour cylindrique en fonte, avec une galerie et une lanterne de 14 m de haut, attachée à une maison de gardien. La tour est peinte en blanc avec une bande rouge centrale et la lanterne est rouge. Il émet, à une hauteur focale de 30 m, un éclat blanc par période de 15 secondes. Sa portée est de 21 milles nautiques (environ 39 km).

Identifiant : ARLHS : CHI-007 - Amirauté : G1404 - NGA : 110-20368 .

## Voici